# Мазаль тов

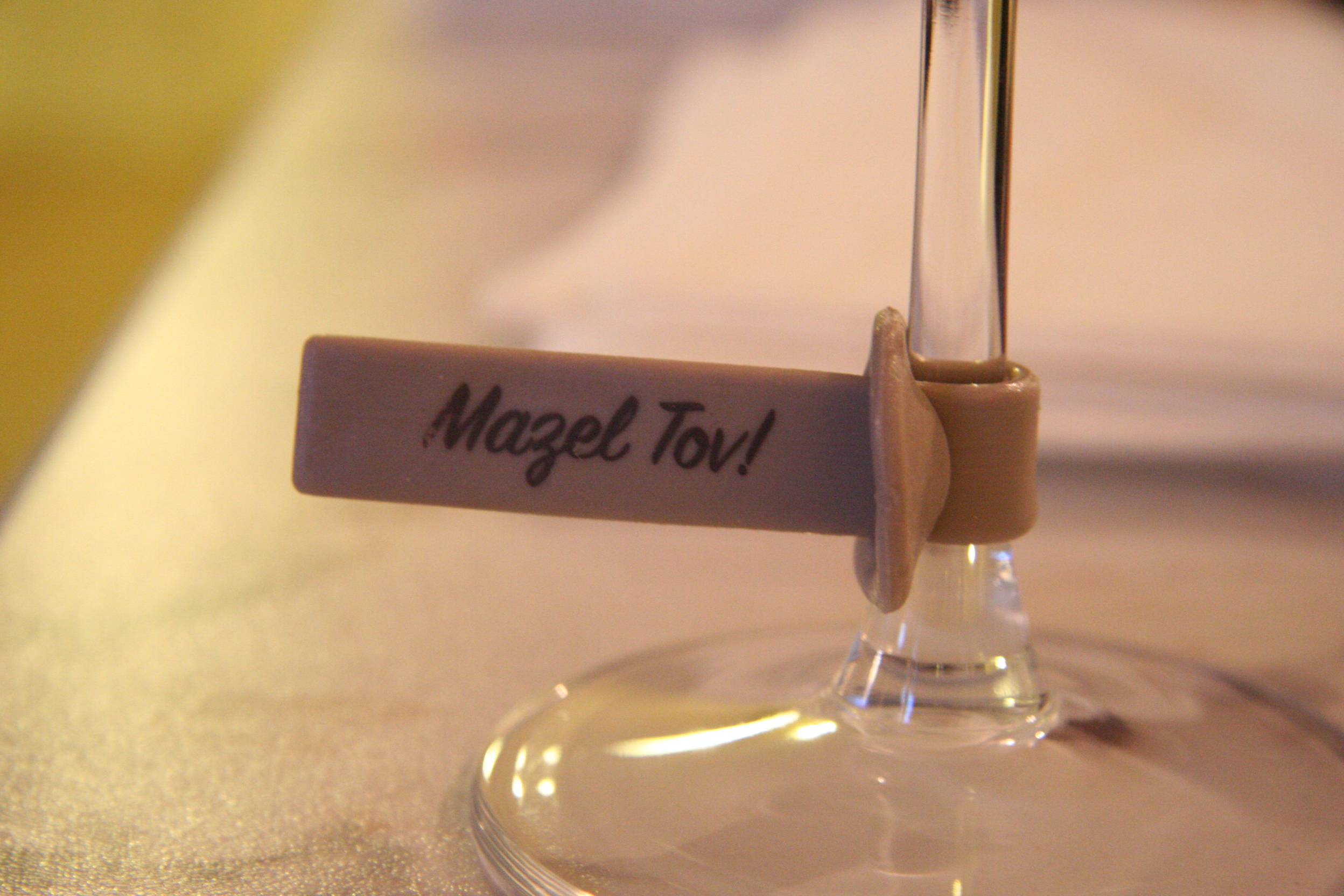
Бірка на келиху з написом Mazel Tov!

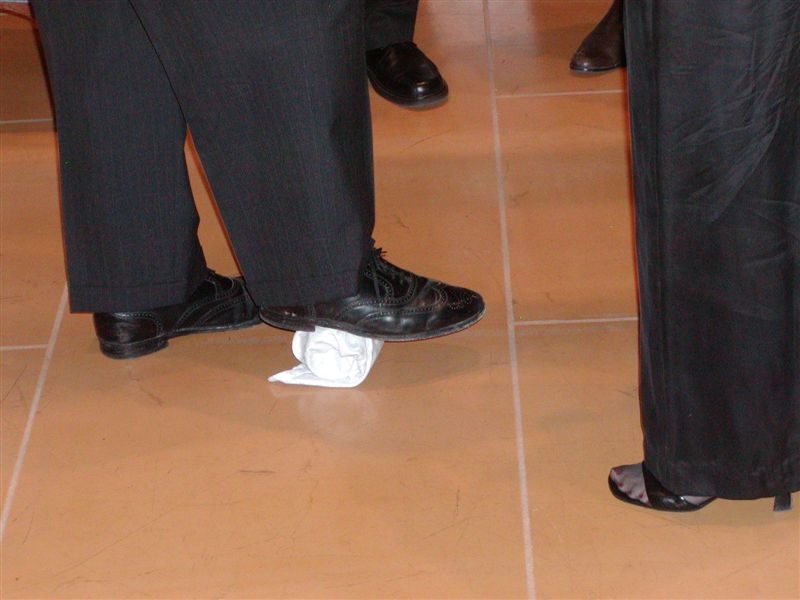
За традицією, після того як наречений розбиває келих, гості кричать «Мазаль тов».

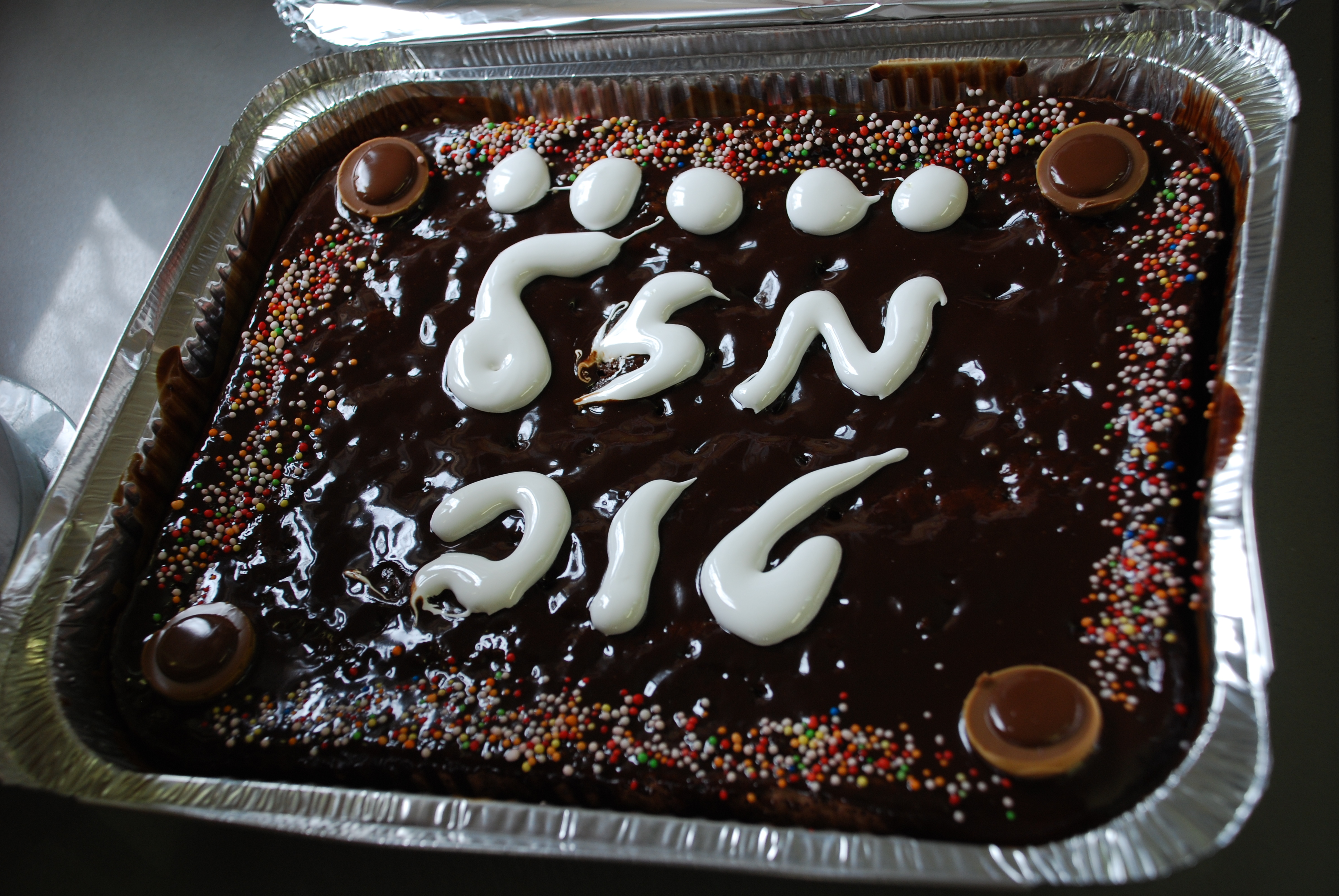
Часто у Ізраїлі святковий торт на день народження прикрашають словами מזל טוב (мазаль тов). Вираз пишуть рукописним шрифтом.

Мазаль тов (івр. מזל טוב букв. «доброї вдачі») — традиційне єврейське вітання.

## Етимологія та вимова
Вираз походить з мішнаітского івриту, де слово mazzāl позначає «сузір'я» або «доля». У свою чергу, в Мішну воно потрапило як варіант староєврейського mazzaroth (Книга Йова 38:32).
Окремі слова mazal/mazel («вдача» або «щастя») і tov («добре») походять з івриту, але сам вираз «Мазаль тов» з'явився в їдиші, і тільки потім був запозичений в сучасному івриті. З їдишу ж фраза потрапила в англійську мову (в словнику з 1862 року). 
У той час як в їдишському mázel наголос падає на перший склад, в івриті в слові mazál наголос падає на останній склад.
У різних видах вираз і його складові проникали в європейські мови. Так, в німецькій мові виникли іменники Massel («вдача») і Schlamassel (їдишське שלימזל, транслітерується як shlimazl - «нещастя»), а також дієслово vermasseln («зруйнувати», «зіпсувати»). Таким же шляхом в англійську прийшли shlemozzle, schlimazel в XX столітті. У польській мові слово ślamazara (Їдиш: shlimazl) є позначенням повільної, млявої або кволої людини. У нідерландському запозичені слова mazzel («удача»), tof/toffe («хороший», «відмінний») і mazzelen («мати удачу»).

## Переклад
Незважаючи на те, що прямий переклад «Мазаль тов» означає «удачі», потрібно розуміти, що повне значення виразу визначається як привітання з дуже гарною подією, тобто у грубому перекладі: «Я радий, що тобі так пощастило». Тоді найбільш підходящим аналогом фрази українською мовою буде: «Вітаю!», «Вітання!», «Щасти!», «Хай щастить!».
Для побажання ж удачі в івриті використовується фраза  b'hatzlacha  (בהצלחה), дослівний переклад - «з успіхом»